# Michel Hauser
Pour les articles homonymes, voir Hauser.
 Michel Hauser, né le 10 juillet 1945 à Lourdes, est un joueur de rugby à XV, qui a joué avec l'équipe de France et le FC Lourdes au poste de troisième ligne aile (1,83 m pour 82 kg). Il est le gendre de Jean Prat. 

## Carrière de joueur

### En club
- FC Lourdes

### En équipe nationale
Il a disputé un test match le 22 février 1969 contre l'équipe d'Angleterre.

## Palmarès
Avec le FC Lourdes
- Championnat de France de première division :
  - Champion (1) : 1968
- Challenge Yves du Manoir :
  - Vainqueur (2) : 1966 et 1967
  - Finaliste (1) : 1977

## Statistiques en équipe nationale
- Sélections en équipe nationale : 4 en 1969
- Tournoi des Cinq Nations disputé : 1969